# The For Carnation
The For Carnation è una band post-rock di Louisville, Kentucky, fondata nel 1994 dall'unico membro costante del gruppo, Brian McMahan, meglio noto come il cantante e chitarrista degli Slint.
Hanno fatto parte della band Doug McCombs e Johnny "Machine" Herndon (Tortoise), Todd Cook (Shipping News), Britt Walford (Slint) e David Pajo (chitarrista sia degli Slint che dei Tortoise).

## Storia
La prima formazione costituita da Brian McMahan a voce e chitarra, David Pajo alla chitarra, Doug McCombs al basso e Johnny "Machine" Herndon alla batteria, esordisce con l'EP Fight Songs pubblicato nel 1995.
Nel 1996 viene pubblicato il disco d'esordio Marshmallows, senza David Pajo alla chitarra, sostituito invece da Grant Barger, John Weiss e Michael McMahan (fratello di Brian).
Successivamente Fight Songs e Marshmallows vengono riuniti in un unico disco, Promised Works, pubblicato dalla Runt Records nel 1997 e in seguito dalla Touch and Go Records il 10 luglio 2007 anche in streaming.
Nel 2000 viene pubblicato il secondo album, l'omonimo The For Carnation. La formazione viene nuovamente stravolta ma Brian McMahan rimane un elemento costante: a Bobb Bruno vengono affidate chitarra e tastiere, a Steve Goodfriend la batteria, a Todd Cook degli Shipping News il basso, a Rafe Mandel chitarra e tastiere e viene riconfermato Michael McMahan alla chitarra. L'album vede piccole collaborazioni di Britt Walford degli Slint, John McEntire dello stesso gruppo di alcuni ex-membri, Tortoise, Dan Fliegel dei The Eternals, Christian Frederickson dei Rachel's e Kim Deal dei Pixies.

## Discografia

### Album in studio
- 1996 - Marshmallows (Matador)
- 2000 - The For Carnation (Domino/Touch and Go)

### EP
- 1995 - Fight Songs (Matador)

### Compilation
- 1997 - Promised Works (Runt/Touch and Go)